# Ordegrondwet
Met de term Ordegrondwet worden de algemene bepalingen van een vrijmetselaarsobediëntie aangegeven. Een ordegrondwet bevat onder meer een beschrijving van wat in een bepaald tijdsbestek gezien wordt als het meest kenmerkende van vrijmetselarij binnen het gebied waarover de koepel gezag heeft.
De eerste Ordegrondwet, de "Constitutions of the Free-Masons" werd opgesteld door James Anderson in 1723 voor de eerste Grootloge en is in grote lijnen de grondslag voor alle andere Ordegrondwetten. Zo had de oudste en bekendste Nederlandse vrijmetselaarskoepel (de Orde van Vrijmetselaren onder het Grootoosten der Nederlanden) aanvankelijk (vanaf 1761) een grondwet naar eigen ontwerp, maar ging het in 1798 over op een Nederlandse bewerking van Andersons tekst. De grondwet is herzien in 1917 en 1999.
In de ordegrondwet staan onder andere bepalingen over de verschillende graden en titels en over de onderlinge verhoudingen tussen vrijmetselaars en hun loges, alsmede enkele algemene bepalingen over inwijding. De grondwet (verschillende malen gewijzigd, onder andere in 1917 en 1999) moet niet worden verward met de statuten, die meer juridisch van aard zijn.
Vrijmetselarij · Beginselen · Geschiedenis · Symbolen · Vrijmetselaarsloge · Ordegrondwet · Obediëntie · Regulariteit en irregulariteit · Ritus · Graden · Grootmeester · Gemengde vrijmetselarij · Para-vrijmetselarij · Antivrijmetselarij · Vrijmetselarij in Nederland · Vrijmetselarij in België · Internationale vrijmetselarij
>>> Meer info op Portaal:Vrijmetselarij <<<